# Marcus Carlsson
Marcus Carlsson, född 4 juni 1984 i Karlskoga, är en svensk film- och teaterregissör som gjorde debut på Göteborgs filmfestival med novellfilmen Heja Degerfors (2008). 

## Biografi
Carlsson har spelat amatörteater sedan 1990 i Karlskoga och har regisserat pjäserna Kentaur (2002), Våldsam Kärlek (2005), VD (2008), Pang pang du är död (2009). Han vann Novemberfestivalen 2008 med kortfilmen Arton och är utbildad på Filmhögskolan i Göteborg. 
Han har också en roll i filmatiseringen av Håkan Nessers roman Och Piccadilly Circus ligger inte i Kumla samt i kortfilmen Pappa Kom Fram av My Sandström. 2013 långfilmsdebuterade han med dramat Din barndom ska aldrig dö med Adam Lundgren i huvudrollen. Hans kortfilm Dirtbags (2014) nominerades till Startsladden 2014. Hösten 2016 regisserade Marcus Carlsson Europas Kniv på Göteborgs stadsteater.

## Filmografi
Regi
- 2008 – Heja Degerfors
- 2008 – Arton
- 2010 – En dag i solen
- 2013 – Din barndom ska aldrig dö
- 2014 – Dirtbags
- 2017 – Kärlek & vilja

Roller
- 2012 – Pappa kom fram
- 2014 – Och Piccadilly Circus ligger inte i Kumla
- 2019 – Vår tid är nu (TV-serie)

## Teater

### Regi (ej komplett)
| År   | Produktion     | Upphovsmän        | Teater                 |
| ---- | -------------- | ----------------- | ---------------------- |
| 2007 | Våldsam Kärlek | Märta Tikkanen    | Teaterföreningen Lyset |
| 2016 | Europas kniv   | Björn Runge       | Göteborgs stadsteater  |
| 2019 | Shirins vargar | Johanna Svalbacke | Göteborgs stadsteater  |